# Wasteland 3
Wasteland 3 — компьютерная игра в жанре RPG, разработанная компанией inXile Entertainment и является продолжением компьютерной игры Wasteland 2 2014 года. Официальный анонс игры состоялся в сентябре 2016 года. Релиз игры состоялся 28 августа 2020 года на платформах Windows, macOS, Linux, а также на консолях PlayStation 4 и Xbox One.

## Сюжет
Действие игры будет происходить в штате Колорадо после глобального конфликта, в период ядерной зимы.
После событий предыдущей игры серии, в которой Аризонские Пустынные Рейнджеры были вынуждены уничтожить собственную базу, они оказались в очень трудном положении. В один момент с ними связывается некий Патриарх, называющий себя правителем Колорадо, и предлагает им серьёзную материальную поддержку в обмен на помощь. Рейнджеры, не имея других вариантов, соглашаются и отправляют в Колорадо конвой, но он попадает в засаду, в ходе которой практически все рейнджеры, кроме пары человек, погибают или пропадают без вести. Выжившие связываются с Патриархом, который в качестве компенсации даёт в распоряжение старую военную базу и поручает им найти трёх своих детей — Вэлора, завербованного фанатиками из секты Гипперов, поклоняющихся искусственному интеллекту Рональда Рейгана, Виктора — маньяка-психопата, и Либерти, объединившей под своим началом крупнейшие банды Колорадо.

## Разработка
В 2016 году Брайан Фарго (один из продюсеров и разработчиков первых двух частей серии Fallout) рассказал о концепции игры: игрок должен будет начать игру вдали от цивилизации и некоторое время бороться за выживание, причём одной из главных проблем на первом этапе игры будет холод. В дальнейшем игрок начнёт собирать вокруг себя небольшую группу рейнджеров и управлять ими, путешествуя по постъядерным пустошам. Разработчики пообещали внедрить в игру транспортные средства и организовать многопользовательский режим, в котором два игрока будут управлять разными группами рейнджеров.
Средства на разработку игры были собраны через краудфандинговый сервис Fig (деньги на разработку Wasteland 2 собирались через Kickstarter). InXile планировала собрать 2,75 миллионов долларов, и за один месяц разработчики получили более 3,12 миллионов долларов.
После приобретения студии компанией Xbox Game Studios, inXile привлекла больше сотрудников для участия в разработке игры и перенесла дату выхода на начало 2020 года.

## Выпуск
Выход игры первоначально должен был состояться 19 мая 2020 года на всех платформах, однако в конце марта 2020 года было объявлено, что выход игры перенесён на 28 августа из-за пандемии коронавируса.
Релиз игры состоялся 28 августа 2020 года на платформах Windows, macOS, Linux, а также на консолях PlayStation 4 и Xbox One.

## Реакция
| Сводный рейтинг    | Сводный рейтинг                     |
| Агрегатор          | Оценка                              |
| ------------------ | ----------------------------------- |
| Metacritic         | PC: 85/100 PS4: 79/100 XONE: 84/100 |
| Иноязычные издания |                                     |
| Издание            | Оценка                              |
| Eurogamer          | Recommended                         |
| Game Informer      | 8.5/10                              |
| GameRevolution     | [ 14 ]                              |
| GamesRadar+        | [ 15 ]                              |
| Hardcore Gamer     | 9/10                                |
| IGN                | 8/10                                |
| Jeuxvideo.com      | 15/20                               |
| OPMUK              | 8/10                                |
| PCGamesN           | 9/10                                |
| PC Gamer (US)      | 84/100                              |
| Push Square        | [ 21 ]                              |
| Shacknews          | 9/10                                |
| The Guardian       | [ 23 ]                              |

Игра получила преимущественно положительные отзывы критиков, согласно агрегатору рецензий Metacritic. Средневзвешенная оценка — 85/100, на основании 60 рецензий (версия для ПК). В версиях для Xbox One и PS4 игра получила 84/100 (на основании 18 рецензий) и 79/100 (на основании 17 рецензий), соответственно.